# Olympische Sommerspiele 1924/Rudern – Doppelzweier
Die Ruderregatta mit dem Doppelzweier der Männer bei den Olympischen Sommerspielen 1924 wurde vom 15. bis 17. Juli auf der Seine ausgetragen.

## Ergebnisse

### Halbfinale

#### Halbfinale 1
| Rang | Nation             | Athleten                        | Zeit       | Anmerkung |
| ---- | ------------------ | ------------------------------- | ---------- | --------- |
| 1    | Vereinigte Staaten | John Kelly / Paul Costello      | 6:34,0 min | Q         |
| 2    | Frankreich         | Marc Detton / Jean-Pierre Stock | 6:52,0 min | Q         |
| 3    | Ungarn             | Ervin Mórich / Béla Szendey     | unbekannt  |           |

#### Halbfinale 2
| Rang | Nation    | Athleten                         | Zeit       | Anmerkung |
| ---- | --------- | -------------------------------- | ---------- | --------- |
| 1    | Schweiz   | Rudolf Bosshard / Heinrich Thoma | 6:55,0 min | Q         |
| 2    | Brasilien | Edmundo Branco / Carlos Branco   | 7:04,0 min | Q         |

### Finale
| Rang | Nation             | Athleten                         | Zeit       | Anmerkung |
| ---- | ------------------ | -------------------------------- | ---------- | --------- |
| 1    | Vereinigte Staaten | John Kelly / Paul Costello       | 6:34,0 min | OB        |
| 2    | Frankreich         | Marc Detton / Jean-Pierre Stock  | 6:38,0 min |           |
| 3    | Schweiz            | Rudolf Bosshard / Heinrich Thoma | unbekannt  |           |
| 4    | Brasilien          | Edmundo Branco / Carlos Branco   | unbekannt  |           |